# Dolga Raka
Dolga Raka je naselje v Občini Krško.